# Odder-systemet
Odder-systemet er et arkivsystem som en stor del af de danske sognekommuner – og en ikke ubetydelig del af landkommunerne efter 1970 – anvendte i deres arkivering af sager. Odder-systemet opererer med syv hovedgrupper i den kommunale forvaltning, som hver igen kan opdeles i 10 undergrupper (der igen kan underinddeles i flere eller færre niveauer). Hovedgrupperne er:
1. Den kommunale administration
2. Brand- og bygningsvæsen m.m.
3. Skattevæsen
4. Socialvæsen
5. Skolevæsen
6. Vejvæsen m.m.
7. Samfundsforhold i øvrigt

Sagsdannelsen er sket ved, at hver enkelt sag fik et gruppenummer og efterfølgende henlagdes i en mappe med det pågældende gruppenummer.
Systemet er i dag (2009) afskaffet, men anvendtes frem til Strukturreformen 2007 fortsat af Sindal Kommune. 
Systemet er næsten overalt afløst af KL's journalplan.